# John C. Sanborn

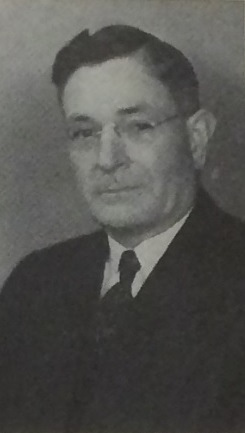
John C. Sanborn

John Carfield Sanborn (* 25. Oktober 1887 in Chenoa, McLean County, Illinois; † 16. Mai 1968 in Boise, Idaho) war ein US-amerikanischer Politiker. Zwischen 1947 und 1951 vertrat er den zweiten Wahlbezirk des Bundesstaates Idaho im US-Repräsentantenhaus.

## Frühe Jahre
John Sanborn besuchte die öffentlichen Schulen seiner Heimat und dann bis 1908 das Oberlin College in Ohio. Anschließend studierte er bis 1912 an der juristischen Fakultät der Columbia University in New York City Jura. Nach seiner Studienzeit war er in der Landwirtschaft tätig.

## Politische Laufbahn
Sanborn wurde Mitglied der Republikanischen Partei. Von 1921 bis 1929 war er Abgeordneter im Repräsentantenhaus von Idaho, und von 1939 bis 1941 gehörte er dem Staatssenat an. Bei den Kongresswahlen des Jahres 1946 wurde er im zweiten Wahlbezirk des Staates Idaho in das US-Repräsentantenhaus gewählt, wo er am 3. Januar 1947 Henry Dworshak ablöste. Nach einer Wiederwahl im Jahr 1948 konnte John Sanborn sein Mandat im Kongress bis zum 3. Januar 1951 ausüben. 1950 kandidierte er nicht mehr für dieses Amt; stattdessen bewarb er sich in diesem Jahr erfolglos um einen Sitz im  US-Senat. Im Jahr 1956 erfolgte eine weitere erfolglose Kandidatur für dieses Gremium.

## Weiterer Lebenslauf
Nach seiner politischen Tätigkeit war Sanborn wieder in der Landwirtschaft tätig und wurde Präsident der Hagerman Farms Inc. Er war außerdem Mitglied im Vorstand der Farm Bureau Federation in Idaho. John Sanborn starb im Jahr 1968 und wurde in Hagerman beigesetzt.